# Castello di Cisterna
Castello di Cisterna – miejscowość i gmina we Włoszech, w regionie Kampania, w prowincji Neapol.
Według danych na rok 2004 gminę zamieszkiwały 6734 osoby, 2244,7 os./km².